# Markrødtop
Markrødtop (Odontites vernus), ofte skrevet mark-rødtop, er en enårig, halvsnyltende plante i gyvelkvæler-familien. Den 10-50 centimeter høje, grenede stængel er opret med modsatte, lancetformede, fjernt takkede blade og lange, tætblomstrede klaser af ensidigt vendte blomster. Kronen er blegrød og 2-læbet. Hele planten er ofte rødligt anløben, især mod toppen. Markrødtop er udbredt i Europa.

## Tre underarter i Danmark
I Danmark er markrødtop almindelig og deles op i tre underarter, der dog er vanskelige at adskille:
- Tidlig rødtop (subsp. vernus) har op til 4 (sjældnere 8) grenpar fra hovedstænglen (op til 2 bladpar mellem hver forgrening) og en griffel, der på fuldt udviklede blomster er længere end overlæben. Denne underart findes på dyrkede marker og blomstrer i juni og juli.
- Strandrødtop (subsp. littoralis) ligner tidlig rødtop, men griflen er kortere end blomstens overlæbe. Strandrødtop vokser på strandenge og blomstrer i juni og juli.[2] Strandrødtop er regnet som truet art på den danske rødliste.[3]

- Høstrødtop (subsp. serotinus) har 1-12 grenpar fra hovedstænglen og op til 8 bladpar mellem hver forgrening. Den vokser på strandenge, enge, dyrket jord og affaldspladser. Høstrødtop blomstrer i juli til september.